# Municipio de Ash (Míchigan)
El municipio de Ash (en inglés: Ash Township) es un municipio ubicado en el condado de Monroe en el estado estadounidense de Míchigan. En el año 2010 tenía una población de 7783 habitantes y una densidad poblacional de 86,25 personas por km².

## Geografía
El municipio de Ash se encuentra ubicado en las coordenadas 42°3′21″N 83°21′57″O / 42.05583, -83.36583. Según la Oficina del Censo de los Estados Unidos, el municipio tiene una superficie total de 90.24 km², de la cual 89.62 km² corresponden a tierra firme y (0.68%) 0.62 km² es agua.

## Demografía
Según el censo de 2010, había 7783 personas residiendo en el municipio de Ash. La densidad de población era de 86,25 hab./km². De los 7783 habitantes, el municipio de Ash estaba compuesto por el 96.98% blancos, el 0.71% eran afroamericanos, el 0.3% eran amerindios, el 0.37% eran asiáticos, el 0.03% eran isleños del Pacífico, el 0.21% eran de otras razas y el 1.41% pertenecían a dos o más razas. Del total de la población el 2.03% eran hispanos o latinos de cualquier raza.